# ブラザー販売
ブラザー販売株式会社（ブラザーはんばい、英: BROTHER SALES, LTD.）は、愛知県名古屋市瑞穂区に本社を置く企業である。

## 概要
ブラザー工業の連結子会社でブラザー製品の販売やマーケティング、修理サービスなどを行っている。

## 沿革

### 旧・ブラザー販売
- 1941年（昭和16年）7月 - 前身となる「ブラザーミシン販売株式会社」が設立[1]。
- 1983年（昭和58年）2月 - 「ブラザー販売株式会社」に商号を変更[1]。
- 1983年（昭和58年）11月 - 名古屋証券取引所市場第二部に株式を上場[1]。（証券コードは8162）
- 1992年（平成4年）5月6日 - ブラザー工業株式会社および株式会社インテックと共に通信カラオケ「JOYSOUND」の企画・開発を行う株式会社エクシングを設立。
- 1999年（平成11年）3月25日 - 上場廃止。
- 1999年（平成11年）3月31日 - 「兄弟販売株式会社」に商号を変更[3]。
- 1999年（平成11年）4月1日 - ブラザー工業株式会社に吸収合併[3]。

### 新・ブラザー販売
- 1998年（平成10年）10月12日 - 「エヌビー販売株式会社」が設立。
- 1999年（平成11年）3月31日 - 旧・ブラザー販売の子会社であったエヌビー販売株式会社は「ブラザー販売株式会社」に商号を変更[3]。
- 1999年（平成11年）4月1日 - ブラザー工業株式会社の完全子会社となる（現・連結子会社）[1]。
- 2007年（平成19年）1月 - 株式会社ヤマノホールディングス傘下の株式会社ヤマノ1909プラザ（現・株式会社ヤマノホールディングス）に訪問販売事業を譲渡[1]。
- 2009年（平成21年）4月 - 産業機器事業および工業用ミシン事業をブラザー工業株式会社へ譲渡[1]。
- 2014年（平成26年）4月 - レーザープリンターのOEM事業をブラザー工業株式会社へ譲渡[1]。

## 事業所
- 本社（名古屋市瑞穂区）[1]
- 東京事業所（東京都中央区）[1]
- 関西事業所（大阪府吹田市）[1]
- 北海道営業所（札幌市中央区）[1]
- 東北営業所（仙台市青葉区）[1]
- 関越営業所（さいたま市大宮区）[1]
- 中四国営業所（広島市中区）[1]
- 九州営業所（福岡市博多区）[1]

## 関連会社
- ブラザー工業グループ各社